# Мазурщина
Мазурщина (трансліт.: Mazurščyna; біл. Мазуршчына; рос. Мазурщина) — село в Солігорському районі Мінської області в Республіці Білорусь. Входить до складу Довгівської сільради.
У 1924–1954 роках центр Мазурщинської сільради.

## Відомі особи
- Валентина Околова (1954–2013) — білоруська поетеса, перекладачка.